# Іваново (Ковровський район)
Іваново (рос. Иваново) — село у Ковровському районі Владимирської області Російської Федерації.
Входить до складу муніципального утворення Івановське сільське поселення. Населення становить 1808 осіб (2010).

## Історія
Село розташоване на землях фіно-угорського народу мещери.
Від 10 квітня 1929 року належить до Ковровського району, утвореного спочатку у складі Івановської промислової області, а відтак від 14 серпня 1944 року у складі новоутвореної Владимирської області.
Згідно із законом від 11 травня 2005 року входить до складу муніципального утворення Івановське сільське поселення.

## Населення
| 1859 | 1905 | 1926 | 2002  | 2010  |
| ---- | ---- | ---- | ----- | ----- |
| 354  | ↗448 | ↗942 | ↗1821 | ↘1808 |